# Lion-devant-Dun
Lion-devant-Dun település Franciaországban, Meuse megyében. Lakosainak száma 178 fő (2022. január 1.). Lion-devant-Dun Milly-sur-Bradon, Mouzay és Murvaux községekkel határos.

## Népesség
A település népességének változása:
| Lakosok száma | 211  | 163  | 131  | 178  | 172  | 170  | 170  | 168  | 172  | 178  |
|               | 1968 | 1982 | 1990 | 2006 | 2013 | 2015 | 2017 | 2019 | 2020 | 2022 |